# Haptocillium balanoides
Haptocillium balanoides är en svampart som först beskrevs av Drechsler, och fick sitt nu gällande namn av Zare & W. Gams 2001. Haptocillium balanoides ingår i släktet Haptocillium och familjen Ophiocordycipitaceae.   Inga underarter finns listade i Catalogue of Life.